# Diphucephala barnardi
Diphucephala barnardi är en skalbaggsart som beskrevs av Macleay 1886. Diphucephala barnardi ingår i släktet Diphucephala och familjen Melolonthidae. Inga underarter finns listade i Catalogue of Life.